# Ивановское (Череповецкий район)
Ивановское — село в Череповецком районе Вологодской области.
Входит в состав Воскресенского сельского поселения (с 1 января 2006 года по 8 апреля 2009 года было центром Ивановского сельского поселения), с точки зрения административно-территориального деления — центр Ивановского сельсовета.
Расстояние до районного центра Череповца по автодороге — 48 км, до центра муниципального образования Воскресенского по прямой — 7 км. Ближайшие населённые пункты — Старое Захарово, Новое Захарово, Заосечье.
По переписи 2002 года население — 379 человек (169 мужчин, 210 женщин). Преобладающая национальность — русские (99 %).